# Bethlem Royal Hospital
Bethlem Royal Hospital (opr. "Saint Mary of Bethlehem") var et victoriansk sindssygehospital, som fungerede gennem det 18. århundrede og var oprindelsen til det engelske ord "bedlam", på dansk "dårekiste".
Det lå i den daværende Londonforstad Lambeth, som var meget præget af daglejere, forurening og et generelt  dårligt rygte. 
Bygningerne huser i dag Imperial War Museum.